# Unnan
Unnan (雲南市 Unnan-shi?) este un municipiu din Japonia, prefectura Shimane.